# Nordeuropäischer Elefantenzahn
Der Nordeuropäische Elefantenzahn (Antalis entalis, Synonym: Dentalium entale) ist eine Kahnfüßerart aus der Familie Dentaliidae. Er ist in der Nordsee an den Küsten Großbritanniens, Schwedens und Norwegens heimisch.

## Merkmale
Die sich nach hinten verjüngende, deutlich gekrümmte Schale von Antalis entalis ist glatt und weist keine sichtbaren Wachstumsringe oder Grate auf. Die vordere Gehäusemündung ist kreisförmig, die hintere durch das schräg abgeschnittene Hinterende oval und mit einer Kerbe an der konvexen Seite, verschlossen durch ein kalkiges Septum mit einer Zentralröhre mit einer birnenförmigen Öffnung. Bei ausgewachsenen wird die Schale bis zu 4 cm lang und am Vorderende, der breitesten Stelle, 5 mm breit. Die Oberfläche der Schale ist glänzend weiß.
Mantel und Fuß sind weiß. Die breite, ovale Radula weist pro Zahnreihe lediglich 5 Zähne auf. Der Fuß entspringt vom breiten Ende der Schale und hat unregelmäßig ausgebogene Lappen. Die Kanten des Mantels sind so verbunden, dass eine offene Röhre gebildet wird.

## Verbreitung und Vorkommen
Antalis entalis ist in der Nordsee an den Küsten Großbritanniens, Schwedens und Norwegens verbreitet. Es lebt auf sandigen oder schlammigen Untergründen zum größeren Teil im Substrat vergraben unterhalb der Gezeitenzone ab einer Tiefe von mehreren Metern. Leere Gehäuse werden oft von dem Spritzwurm Phascolion strombus bewohnt.

## Lebenszyklus
Antalis entalis ist getrenntgeschlechtlich. Es findet äußere Befruchtung statt, wozu beide Sexualpartner ihre Gameten aus der Mantelhöhle ins freie Wasser entlassen. Die befruchteten Eier entwickeln sich zu Trochophora-ähnlichen Larven, die als Zooplankton leben und erst nach einigen Wochen zu bodenlebenden Kahnfüßern metamorphosieren.

## Ernährung
Antalis entalis ernährt sich von Einzellern, insbesondere Foraminiferen, die mithilfe der klebrigen Captacula, langer und dünner Tentakeln, vom Substrat aufgenommen und zum Mund geführt werden.